# Собор Рождества Христова (Улан-Удэ)
Собо́р Рождества́ Христо́ва (Христорожде́ственский собо́р) — кафедральный собор Сибирской митрополии Русской древлеправославной церкви, расположенный в Октябрьском районе города Улан-Удэ (в районе ТСК). 

## История
До Октябрьской революции 1917 года в Бурятии насчитывалось 81 древлеправославных церквей и часовен.
В 1999 году было выделено 50 соток земли для строительства кафедрального храма Сибирской епархии Русской Древлеправославной Церкви.
2 июня 2007 году предстоятель Русской древлеправославной церкви Александр (Калинин) возглавил закладку и освящение первого камня в строительство древлеправославного храма Рождества Христова. При этом внутрь камня была заложена капсула с посланием потомкам и горсть земли с места мученической кончины протопопа Аввакума. На церемонии присутствовал президент Бурятии Леонид Потапов. Строился храм семь лет. С 2014 года. в храме начали проводить службы. В 2017 году поставлен иконостас, заказаны две первые иконы в Нижнем Новгороде.

## Галерея

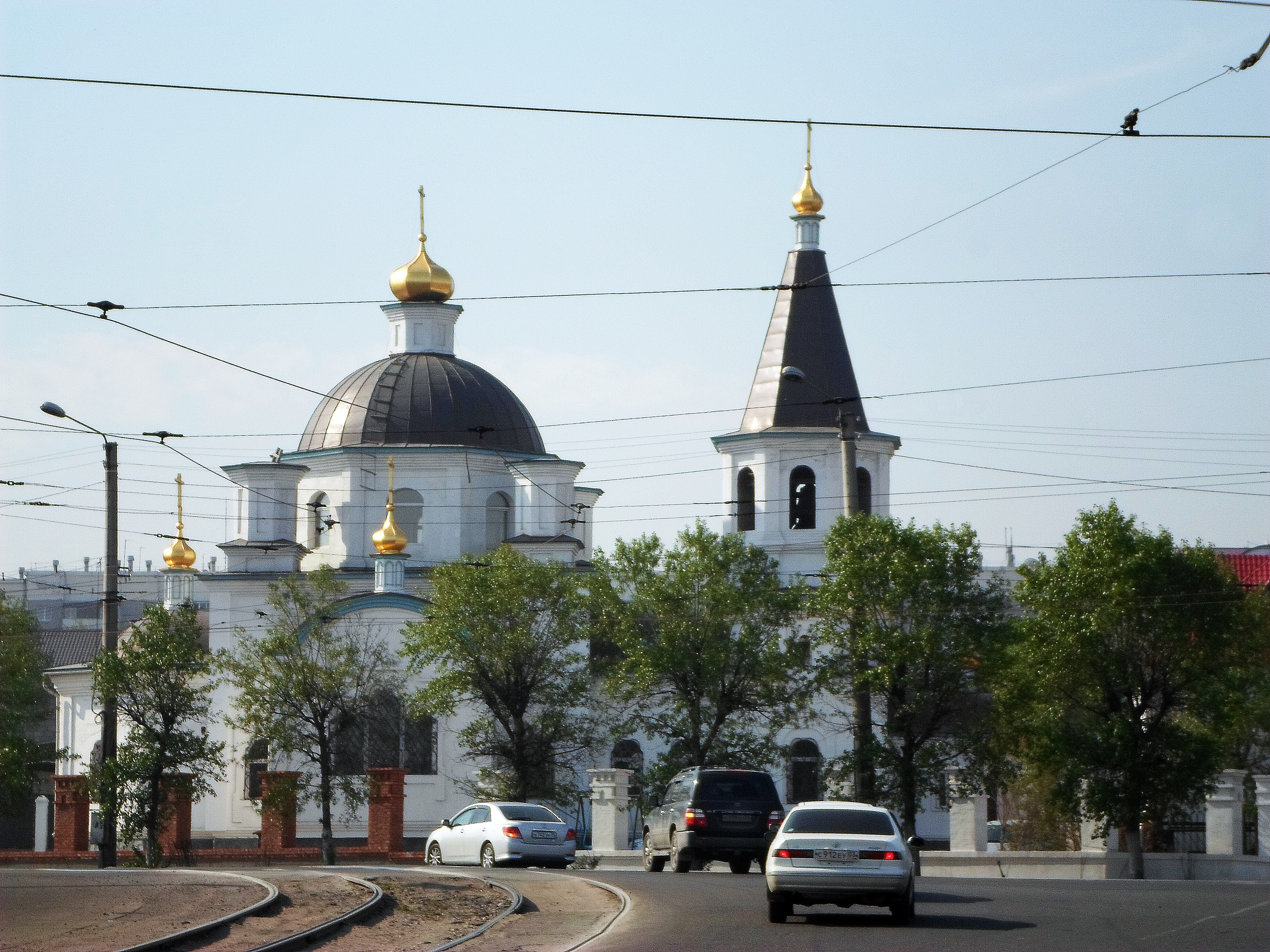
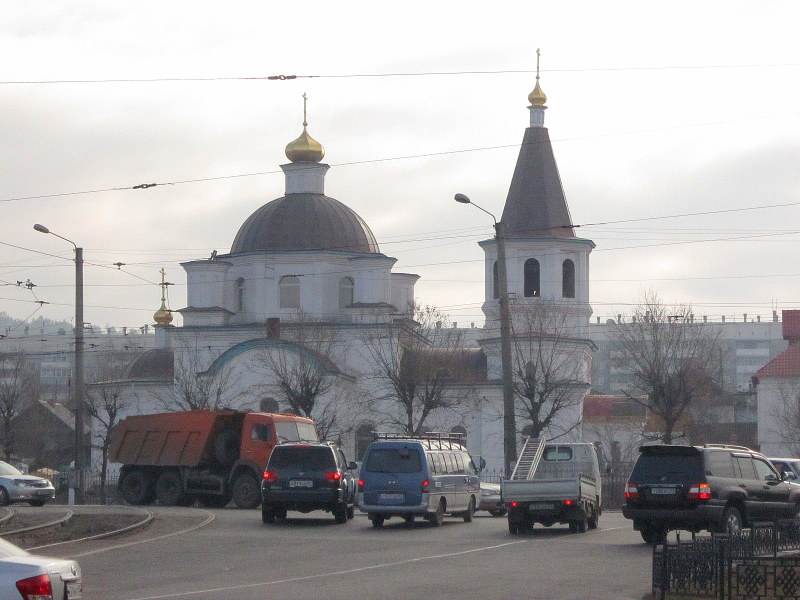